# Rowlandius gracilis
Rowlandius gracilis är en spindeldjursart som beskrevs av Rolando Teruel 2004. Rowlandius gracilis ingår i släktet Rowlandius och familjen Hubbardiidae. Inga underarter finns listade i Catalogue of Life.